# Metrico
Metrico is een indie puzzel-platformspel ontwikkeld door de Nederlandse computerspelontwikkelaar Digital Dreams. Het spel verscheen in augustus 2014 exclusief voor de PlayStation Vita. In 2016 werd een uitgebreide versie, genaamd Metrico+, uitgebracht voor PlayStation 4, Xbox One en pc via Steam.

## Spelverloop
In Metrico beweegt de speler zich door een spelwereld die volledig is opgebouwd uit infographics, zoals staafdiagrammen, lijngrafieken en cirkeldiagrammen. De gameplay draait om een mechaniek genaamd "Input Morphing", waarbij de acties van de speler de spelomgeving direct beïnvloeden. Bewegingen zoals lopen, springen, schieten of het kantelen van de PlayStation Vita kunnen bijvoorbeeld platformen laten verschuiven of grafieken laten veranderen. Het spel kent geen traditionele handleiding of tutorials; spelers worden aangemoedigd om zelf verbanden te leggen tussen hun acties en de reacties van de omgeving.

## Ontwikkeling
Metrico werd ontwikkeld door Digital Dreams, een Nederlandse studio bestaande uit drie personen: Geert Nellen (ontwerper en artiest), Thijmen Bink (programmeur) en Roy van de Mortel (leveldesigner). Het idee voor het spel ontstond tijdens de Global Game Jam in 2011, waar het aanvankelijk de titel FYI droeg. Na deze gamejam besloot de studio het prototype, ontwikkeld in Unity, verder uit te werken. In 2012 won het concept de IndiePub Propeller Award in de categorie 'Best Design'. Dankzij een samenwerking met Sony kon het spel specifiek voor de PlayStation Vita worden ontwikkeld. De ontwikkeling van Metrico nam ongeveer drie jaar in beslag.

### Soundtrack
De soundtrack van Metrico werd gecomponeerd door de Nederlandse elektronische muziekartiest Palmbomen. De muziek past zich dynamisch aan de acties van de speler aan en is ontworpen om de spelervaring te ondersteunen. Elke wereld in het spel heeft een eigen muziekstuk dat aansluit bij de sfeer en gameplay.

## Metrico+
Na de release van Metrico begon Digital Dreams met de ontwikkeling van Metrico+, een uitgebreide en herziene versie van het spel. Metrico+ werd op 23 augustus 2016 uitgebracht voor PlayStation 4 en Steam, en later voor Xbox One. Deze versie bevatte nieuwe content, waaronder meer puzzels, zes nieuwe werelden met unieke gameplay-mechanieken, verbeterde graphics voor grotere schermen, een uitgebreide soundtrack en een nieuw verhaal. Ook werd een speedrun-modus toegevoegd en kregen PlayStation-gebruikers extra trophies. Om de toegankelijkheid te vergroten, verving Metrico+ de bewegingsbesturing en camerafuncties van de PlayStation Vita door traditionele besturingselementen, waarmee de kritiek op de oorspronkelijke besturing werd aangepakt.

## Ontvangst
Metrico werd redelijk positief ontvangen door recensenten, die met name lof hadden voor het vernieuwende concept, de visuele stijl en de soundtrack. Kritiek richtte zich vooral op de moeilijkheidsgraad van de puzzels en het gebruik van de bewegingssensoren van de Vita, die door sommige spelers als onhandig werden ervaren. Metrico+ wist deze punten grotendeels te verhelpen door aanpassingen in de besturing.

### Erkenning
Metrico en Metrico+ ontvingen diverse prijzen en nominaties. In 2012 won Digital Dreams de IndiePub Propeller Award in de categorie 'Best Design'. Tijdens de E3 van 2014 werd de game bekroond met twee 'Best of Show'-onderscheidingen. Daarnaast werd Metrico datzelfde jaar genomineerd voor de Control Industry Award, een prijs uitgereikt door de lezers van het tijdschrift Control.
Metrico+ werd in 2016 genomineerd bij de Dutch Game Awards in vier categorieën: 'Best Core Entertainment Game', 'Best Art Direction' en 'Best Entertainment Game Design'.